# Liguster-Rindeneule

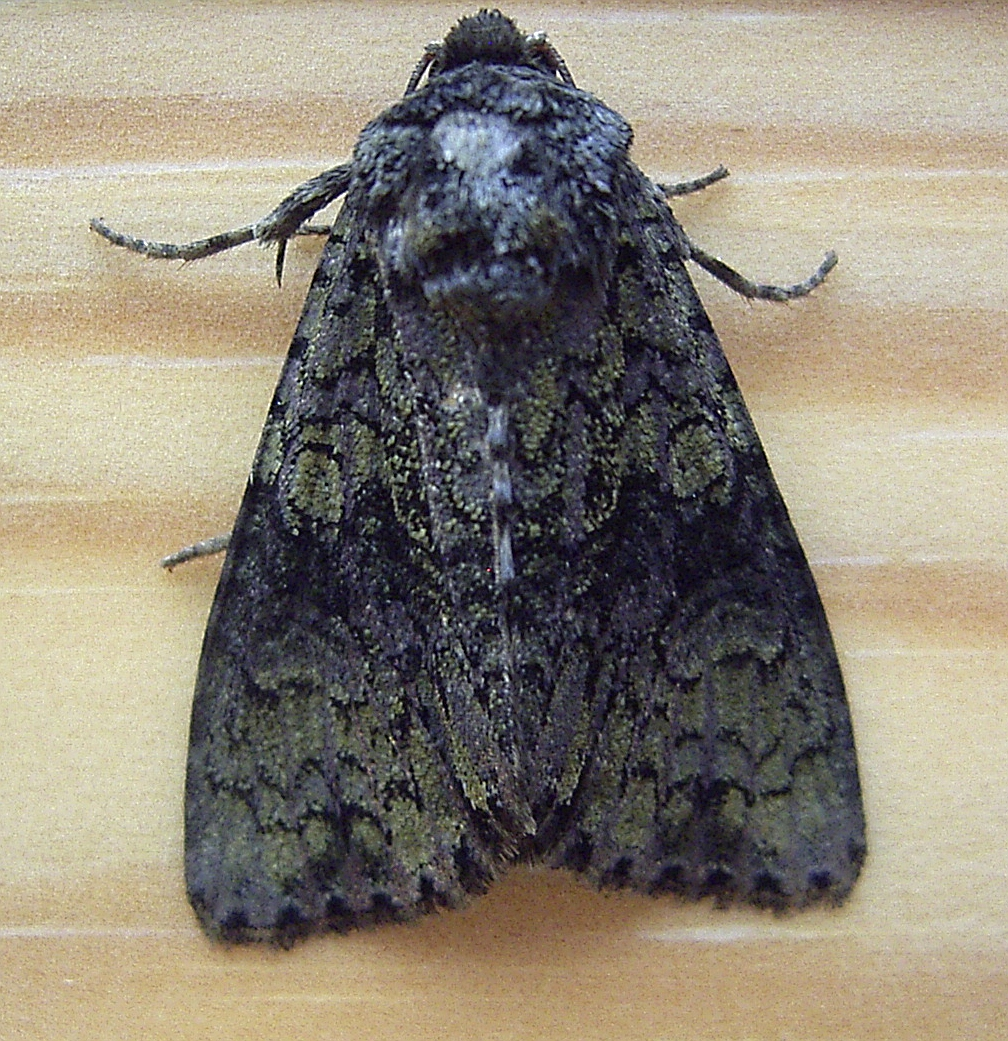
Olivgraue Farbvariante

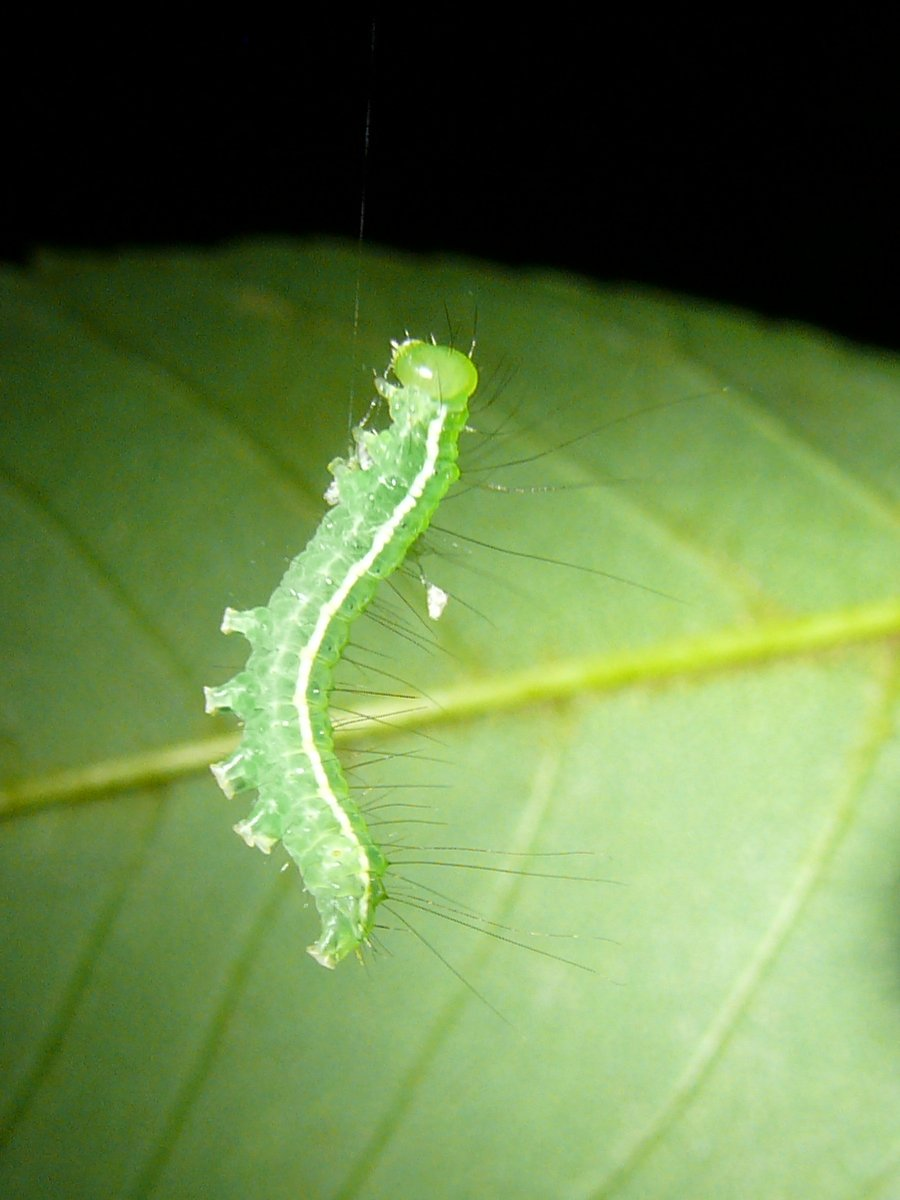
Raupe

Die Liguster-Rindeneule (Craniophora ligustri), auch Ligustereule genannt, ist ein Schmetterling (Nachtfalter) aus der Familie der Eulenfalter (Noctuidae).

## Merkmale
Die Falter haben eine Flügelspannweite von 36 bis 41 mm. Es existieren drei Farbvarianten. Die erste Farbvariante hat eine schwarze Grundfarbe mit einer weiß umrandeten Ringmakel, einem weißen Fleck nahe dem Vorderflügelapex und weißen Borstenhaarbüscheln auf Thorax und Tegulae. Die zweite Farbvariante besitzt eine olivschwarze Grundfarbe mit einem grauen Fleck am  Vorderflügelapex, weiß umrandete Ringmakel und weiße Borstenhaarbüschel auf Thorax und Tegulae. Die dritte Farbvariante weist eine olivgrüne Grundfarbe auf, mit einem olivgrüne Fleck am Vorderflügelapex und eine schwarzumrandete Ringmakel. Die innere Querlinie und die äußere Querlinie sind schwarz, wellig und jeweils doppelt gezeichnet. Die undeutlich begrenzte Nierenmakel ist verhältnismäßig groß und schwarz umrandet; ausgenommen am äußeren weißen Rand. Der Hinterflügel ist dunkelgrau, wird zu den Termen hin etwas dunkler und weist undeutliche (innere und äußere) Querlinien auf. Auch der Diskalfleck ist wenig deutlich ausgebildet. Die Unterseite der Vorderflügel ist dunkelgrau mit gescheckten Fransen. Auf den Unterseiten von Vorder- und Hinterflügeln ist jeweils die äußere Querlinie relativ deutlich entwickelt.
Das Ei ist hellgelb mit einem brauen Fleck auf der Oberseite und einer weißen Basis. Es ist stark abgeflacht mit leicht aufgewölbtem Rand. Die Oberfläche ist mit kräftigen Längsrippen besetzt.
Die erwachsene Raupe verjüngt sich sowohl zum vorderen als auch zum hinteren Ende hin etwas. Sie ist grün gefärbt mit relativ wenigen, langen, senkrecht abstehenden Borsten. Die Borsten im Kopfbereich zeigen nach vorne. Jüngere Stadien sind relativ stärker behaart und zeigen meist vier schwarze Punkte auf dem Rücken sowie je einen weiteren schwarzen Punkt auf der Seite pro Segment. Der Kopf ist bei der adulten Raupe grünlich, jüngere Stadien haben zwei gelängte schwarze Punkte auf der Kopfoberseite. Die Rückenlinie ist relativ fein und weißlich. Dagegen sind die Nebenrückenlinien deutlich breiter und leicht gelblich gehalten. Die Stigmen sind schwarz gefärbt.
Die rotbraune Puppe ist relativ gedrungen mit einem nabelförmigen Kremaster, der nur wenige dornenartige Fortsätze aufweist.

## Geographische Verbreitung und Lebensraum
Die Liguster-Rindeneule ist von Westeuropa über Mitteleuropa bis in den Fernen Osten (Russischer Ferner Osten, Nordchina, Japan, Korea) verbreitet. Im Norden reicht das Verbreitungsgebiet bis in den Süden Skandinavien, das Baltikum und Mittelrussland (etwa auf der Höhe von St. Petersburg ostwärts) sowie der Ukraine. Auf der Iberischen Halbinsel ist die Art allerdings auf den Norden beschränkt. Im östlichen Mittelmeerraum erreicht sie Nordgriechenland mit kleineren isolierten Vorkommen in Zentralgriechenland und der Peloponnes. Im Osten zieht sich das Verbreitungsgebiet durch Kleinasien, Israel und das Kaukasusgebiet. Sie kommt auch auf Zypern vor.
Die Tiere leben bevorzugt in feuchteren Habitaten von Mischwäldern mit Eschen, an ligusterreichen Waldrändern und Gebüschen von der Ebene bis in die Mittelgebirge; im Schwarzwald bis auf 1200 m.

## Lebensweise
Die Liguster-Rindeneule bildet in der Regel zwei sich überlappenden Generationen pro Jahr, deren Falter von Mai bis September fliegen. Diese sind nachtaktiv und fliegen künstliche Lichtquellen an.
Die Raupen ernähren sich in erster Linie von den Blättern von Ölbaumgewächsen (Oleaceae), wie z. B. Eschen (Fraxinus), Liguster (Ligustrum) und Flieder (Syringa). Aber auch auf Birkengewächsen (Betulaceae), Haselnussgewächsen (Corylaceae), Rosskastaniengewächsen (Hippocastanoideae), Ölweidengewächsen (Elaeagnaceae) und Viburnaceae werden die Raupen gelegentlich angetroffen. Sie sitzen auch tagsüber frei auf den Blättern der Nahrungspflanze.
Die Raupe verpuppt sich in einem grauweißen, feinen Kokon. Die Puppe überwintert.

## Gefährdung
Die Liguster-Rindeneule ist lediglich im Stadtstaat Hamburg vom Aussterben bedroht, in Mecklenburg-Vorpommern wird sie als gefährdet eingestuft, ebenso in Nordrhein-Westfalen. Im Saarland gilt sie als potenziell gefährdet. Auch in Niedersachsen gilt sie bei fortschreitender Lebensraumzerstörung als gefährdet. In den übrigen Bundesländern ist sie nicht gefährdet. In der Roten Liste der Bundesrepublik Deutschland wird die Liguster-Rindeneule nicht geführt.